# Victor Wooten
Victor Lamonte Wooten (Mountain Home, 1964. szeptember 11. –) amerikai basszusgitáros. A  Béla Fleck and The Flecktones együttes basszusgitárosa 1988 óta. Az SMV együttes tagja Stanley Clarke-kal és Marcus Millerrel együtt. 2017-től 2019-ig a Nitro metalzenekar basszusgitárosa is volt.
A Vix Records lemezkiadó tulajdonosa. Két könyvet adott ki: The Music Lesson: A Spiritual Search for Growth Through Music. és The Spirit of Music: The Lesson Continues. Öt Grammy-díjat nyert. A Rolling Stone magazin "10 valaha volt legjobb basszusgitáros" listáján a tizedik helyet szerezte meg.

## Élete
Dorothy és Elijah Wooten gyermekeként született. Testvérei: Regi, Roy, Rudy és Joseph Wooten mind zenészek. Regi basszusgitározni tanította Victort, amikor ő két éves volt. Hat éves korában már együtt játszott testvéreivel a családi együttesben. Gyakran költöztek, mivel az amerikai légierőnél szolgáló család voltak. 1972-ben a virginiai Newport News-ba költöztek. Victor Wooten a Denbigh High Schoolban tanult. 1987-ben Nashville-be utazott a barátaihoz. Egyik barátja egy hangmérnök volt, aki bemutatta Wooten-t Béla Fleck-nek.
A Making Music Magazine 2014 május/júniusi címlapján szerepelt.

## Diszkográfia
Szóló albumok
- A Show of Hands (Compass, 1996)
- What Did He Say? (Compass, 1997)
- Yin-Yang (Compass, 1999)
- Live in America (Compass, 2001)
- Soul Circus (Vanguard, 2005)
- Palmystery (Heads Up, 2008)
- The Music Lesson (Vix, 2011)
- Words & Tones (Vix, 2012)
- Sword & Stone (Vix, 2012)
- Trypnotyx (Vix, 2017)